# Conochilus unicornis
Conochilus unicornis är en hjuldjursart som beskrevs av Rousselet 1892. Conochilus unicornis ingår i släktet Conochilus och familjen Conochilidae. Arten är reproducerande i Sverige. Inga underarter finns listade i Catalogue of Life.